# Dimitar Kowaczewski
Dimitar Kowaczewski, mac. Димитар Ковачевски (ur. 24 lipca 1974 w Kumanowie) – macedoński polityk i ekonomista, wiceminister finansów (2020–2022), od 2021 do 2024 przewodniczący Socjaldemokratycznego Związku Macedonii (SDSM), w latach 2022–2024 premier Macedonii Północnej.

## Życiorys
Ukończył szkołę średnią w Waterville. W 1998 został absolwentem wydziału ekonomii Uniwersytetu Świętych Cyryla i Metodego w Skopju, w 2003 uzyskał magisterium na tej uczelni. W 2008 doktoryzował się z ekonomii na Uniwersytecie Czarnogóry. Kształcił się także m.in. w Harvard Business School. Od 1998 pracował w przedsiębiorstwie telekomunikacyjnym Makedonski Telekom, od 2005 do 2017 na stanowiskach dyrektorskich. W latach 2017–2018 był dyrektorem wykonawczym wchodzącego w skład grupy Telekom Austria przedsiębiorstwa przemianowanego później na A1 Makedonija. Później współtworzył kompanię zajmującą się produkcją urządzeń do wytwarzania energii elektrycznej ze źródeł odnawialnych. W 2009 zajął się także działalnością akademicką, od 2012 związany z uczelnią Uniwerzitet Amerikan Kołedż Skopјe, od 2018 na stanowisku profesorskim.
W 2020 wszedł w skład rady gospodarczej przy rządzie Macedonii Północnej. Objął również stanowisko wiceministra finansów. W grudniu 2021 został wybrany na nowego przewodniczącego Socjaldemokratycznego Związku Macedonii; zastąpił na tej funkcji popierającego jego kandydaturę Zorana Zaewa. Pod koniec tego samego miesiąca został desygnowany na urząd premiera. Stanowisko to objął 16 stycznia 2022, gdy Zgromadzenie Republiki Macedonii Północnej przegłosowało zatwierdzenie jego gabinetu.
W styczniu 2024 złożył dymisję z funkcji premiera. Wynikało to z przyjętego porozumienia przewidującego powołanie rządu technicznego z udziałem przedstawicieli opozycji w związku z rozpisaniem wyborów parlamentarnych. Zakończył urzędowanie 28 stycznia, gdy na czele nowego gabinetu stanął Talat Xhaferi. W wyborach z maja 2024 jego ugrupowanie poniosło porażkę; Dimitar Kowaczewski uzyskał wówczas mandat poselski. Z uwagi na słaby wynik socjaldemokratów jeszcze w tym samym miesiącu ustąpił z funkcji przewodniczącego partii.